# Baal (1970)
Baal ist eine Fernsehverfilmung des Theaterstücks Baal von Bertolt Brecht durch den deutschen Regisseur Volker Schlöndorff. Der Film wurde 1969 gedreht und erstmals am 7. Januar 1970 im Hessischen Fernsehen gesendet sowie noch einmal am 21. April 1970 im Ersten Programm. Am 20. März 2014 wurde der Film auf DVD und Blu-Ray veröffentlicht.
Bei der Produktion von Baal wirkten zahlreiche Personen mit, die seinerzeit kurz vor ihrem künstlerischen Durchbruch standen: Neben dem für Drehbuch und Regie verantwortlichen Volker Schlöndorff sind dies insbesondere der Kameramann Dietrich Lohmann, der Filmmusik-Komponist Klaus Doldinger, die in den Hauptrollen besetzten Darsteller Rainer Werner Fassbinder und Margarethe von Trotta sowie die in weiteren Rollen besetzten Schauspieler Hanna Schygulla, Günther Kaufmann, Irm Hermann, Walter Sedlmayr und Carla Egerer.

## Handlung
Im Zentrum steht ein begabter junger Dichter, der nicht nur mit seiner Kunst, sondern auch mit seiner Lebensweise die Normen und Regeln der bürgerlichen Gesellschaft außer Kraft setzt. Nach Brechts Worten behandelt das Stück die gewöhnliche Geschichte eines Mannes, der in einer Branntweinschenke einen Hymnus auf den Sommer singt, ohne die Zuschauer ausgesucht zu haben – einschließlich der Folgen des Sommers, des Branntweins und des Gesanges – … Nicht die Verherrlichung nackter Ichsucht und schrankenloser Lebensgier eines asozialen Dichters ist das Thema des Stückes, sondern die Reaktion eines ungebrochenen Ich auf die Zumutungen und Entmutigungen einer Welt, die selber asozial ist.

## Der Film
1969 verfilmte Schlöndorff Baal mit einem Etat von angeblich nur 160.000 D-Mark und gesamten Produktionskosten von höchstens 300.000 D-Mark
1969 war es in der Bundesrepublik Deutschland üblich, dass Theateraufführungen mit drei recht statisch geführten Kameras für das Fernsehen aufgenommen wurden. Diese Inszenierungs- und Verfilmungspraxis erschien Volker Schlöndorff als „recht verstaubt“. Er wollte eine Darstellungsform zwischen dem Filmgenre und dem Genre Fernsehspiel finden, die den Möglichkeiten des Mediums Fernsehen „besser angepasst“ wäre als die gängige Form, die er als „Ampex-Konserve“ kritisierte. Schlöndorff ließ den Film im 16-mm-Format von Fassbinders Kameramann Dietrich Lohmann „aus der Hand“ drehen.
Gedreht wurde im Spätsommer 1969 nicht auf der Bühne (wie das damals noch bei Theaterverfilmungen üblich war), sondern an Originalschauplätzen in München und Umgebung. Nachdem zwei Wochen lang in den Proberäumen des koproduzierenden Bayerischen Rundfunks geprobt wurde, dauerten die eigentlichen Dreharbeiten knapp drei Wochen.

## Drehbuch
Schlöndorff entschied sich nicht für eine der vier Fassungen Brechts, sondern stellte eine eigene Synthese aus den verschiedenen Fassungen des Bühnenspiels her. Dabei glättete und aktualisierte er die Sprache: So wurde aus einem „Leibchen“ ein „Hemd“; auch strich er Szenen, zu deren Verständnis historische Hintergründe, etwa vom Ende des Ersten Weltkrieges erforderlich gewesen wären. Wie es bei filmischen Bearbeitungen auch sonst häufig üblich ist, strich Schlöndorff längere Monologe. Die entstehende Version des Baal enthielt zwar noch 24 Szenen, war aber vom Textumfang her noch knapper als Brechts letzte Fassung (die 13 Szenen enthielt). Andererseits bleiben aber Stellen im Stück, die sich mit dem Expressionismus beschäftigen und die in Brechts letzten Fassungen fehlen.
Schlöndorff war zwar der Ansicht, alles aus dem Text Brechts zu übernehmen, was in allen Fassungen enthalten war und so den Text „möglichst komplett zu machen“; tatsächlich führten aber die Textauswahl, die Kürzungen und auch dramatische Umstellungen dazu, dass sich die „Gewichtung verschiedener Aspekte des Stückes veränderte.“ Letztlich rückt das Drehbuch „die utopische, anarchistische Komponente der Befreiung in den Mittelpunkt.“ Mit seiner Verfilmung beabsichtigte Schlöndorff, „dem letzten anarchistischen Einzelkämpfer ein kritisches Denkmal“ zu setzen. An die Stelle der Auseinandersetzung mit der Gesellschaft tritt in dem Film tendenziell die Auseinandersetzung mit dem Künstler und seiner Weltsicht. „Schlöndorff verstärkt die Tendenzen, in denen Baals Drang zur Freiheit und Unabhängigkeit zum Ausdruck kommt. Das Negative, Zersetzende der Brechtschen Figur wird vermindert; stattdessen beinhaltet die Textfassung der Verfilmung eine utopische Komponente.“

## Stilmittel
Anders als in Brechts Bühnenstück steht der „Choral vom Großen Baal“ nicht nur am Anfang des Films, sondern einzelne Strophen des Chorals werden wiederholt und ziehen sich „als immer wiederkehrendes Moment“ durch den Film und werden so zu Kommentaren, die das Geschehen im Film unterbrechen und die filmische Erzählung erläutern.
Im Unterschied zu früheren Verfilmungen werden keine Kulissen gebaut; vielmehr „wird die Handlung in der ungebrochen abgebildeten Wirklichkeit der Zeit“ angesiedelt. Durch die Wahl der Schauplätze, an denen die Handlung spielt, setzte Schlöndorff gezielt Akzente: „Die Bilder der Natur geraten in den Gegensatz zur Zivilisation.“ Beispielsweise steht das Wasser für „die Erfahrung, sich treiben zu lassen und zu zerfließen.“ Nachdem Baal Johanna kränkt und sie das Zimmer verlässt, geht sie an den Fluss. Als Baal sich von Sophie löst, waten beide durch einen Fluss; am Ufer angekommen macht Baal seinem Freund eine Liebeserklärung. Schlöndorff stellt die Zivilisation in einen harten Kontrast zur Natur.
Schlöndorff ließ vor allem mit dem natürlichen Licht filmen, das nur selten durch Kunstlicht korrigiert wird. Das „führt zu ungewohnten Schatten und zu Über- und Unterbelichtungen. Dadurch erscheint ein ungeschöntes Bild der Wirklichkeit; sie wird ungebrochen und roh gezeigt.“

## Aufführungsverbot
Helene Weigel, die Frau des 1956 gestorbenen Bertolt Brecht, sah den Film anlässlich seiner bundesweiten Erstausstrahlung im Fernsehen. Sie war mit ihm höchst unzufrieden. Sie und weitere Erben Bertolt Brechts untersagten deshalb mehr als 40 Jahre lang jede weitere Vorführung oder Ausstrahlung der Verfilmung.
Auch nach dem Tod von Helene Weigel 1971 hielt ihre Tochter Barbara Brecht-Schall, die Erbin der Werke von Bertolt Brecht, den Willen der Mutter trotz mehrfacher Bemühungen, sie umzustimmen, aufrecht. Erst 2011 gab sie der zwei Jahre zuvor geäußerten Bitte von Juliane Lorenz, der Leiterin der Rainer Werner Fassbinder Foundation, nach und stimmte der digitalen Aufarbeitung und Veröffentlichung des Films zu. Erstmals wieder aufgeführt wurde der Film auf der Berlinale am 7., 8. und 9. Februar 2014. Im Frühjahr 2014 erschien der Film bei Zweitausendeins erstmals auf DVD.
Ausschnitte aus Baal sind im Dokumentar-Kurzfilm Rainer Werner Fassbinder, 1977 von Florian Hopf und Maximiliane Mainka zu sehen.

## Hintergrund
Baal war die erste Produktion der Münchener Hallelujah-Film GmbH, die 1969 von Volker Schlöndorff und Peter Fleischmann gegründet wurde und bis 1995 bestand. Die Baal-Verfilmung ist der vierte Film von Volker Schlöndorff. Gemäß seiner Webseite hat Schlöndorff „die Fernsehproduktion des Baal als einen Versuch angelegt, zwischen der Kategorie Film und der Kategorie Fernsehspiel eine Darstellungsform zu finden, die den Möglichkeiten des Mediums Fernsehen besser angepasst ist“.
Volker Schlöndorff war vor der Baal-Verfilmung mit 30 Jahren schon ein anerkannter Regisseur. Er steckte jedoch in einer Krise, einem "tiefen Loch", wie er im Interview 2013 sagt. Nachdem seine US-Produktion Michael Kohlhaas – der Rebell gescheitert war, wollte er "von vorne anfangen". Bertolt Brecht war Schlöndorffs Idol; er hatte vor dem Mauerbau 1961 häufig im Berliner Ensemble Brecht-Stücke gesehen und gelesen. Obwohl er Baal nicht auf der Bühne gesehen hatte, liebte er dieses Stück, vor allem die erste, weniger ideologische der Baal-Fassungen. Diese ‚wilde Behauptung‘ wollte er für das Fernsehen als ‚poetische Dokumentation‘ adaptieren. Für die Hauptrolle hatte er zunächst an Daniel Cohn-Bendit gedacht, den er 1968 beim Pariser Mai erlebt hatte.
Die Fernsehproduktion Baal wurde dann Schlöndorffs erste Zusammenarbeit mit dem Filmregisseur und Darsteller Rainer Werner Fassbinder, den er als Hauptdarsteller engagierte. Acht Jahre später, 1978, arbeiteten Fassbinder und Schlöndorff als Regisseure zusammen und drehten mit anderen Filmemachern Deutschland im Herbst.
Drei Schauspieler in Baal gehörten dem Münchener antiteater an (Rainer Werner Fassbinder, Hanna Schygulla, Rudolf Waldemar Brem), das sich im Jahr 1968 auf Initiative von Fassbinder und Peer Raben als Nachfolgerin des Action-Theaters gegründet hatte und als Gegenmodell zum Staatstheater gedacht war.
Für Volker Schlöndorff ist die Baal-Verfilmung die erste Zusammenarbeit mit Hanna Schygulla. Sie spielte im selben Jahr auch in Fassbinders ersten vier Spielfilmen Liebe ist kälter als der Tod, Katzelmacher, Götter der Pest und Warum läuft Herr R. Amok? Hauptrollen. Mit Schlöndorff arbeitete sie 1980 erneut zusammen für die Verfilmung des Romans von Nicolas Born mit dem Titel Die Fälschung.
Bei der Arbeit zu Baal lernte Fassbinder Margarethe von Trotta und Günther Kaufmann kennen. Die Begegnung war der Anfang einer mehrjährigen Zusammenarbeit Fassbinders als Filmregisseur mit von Trotta und Kaufmann, die durch seine Filme als Schauspieler bekannt wurden. Erstmals spielten beide in Fassbinders drittem Spielfilm Götter der Pest, der im Oktober/November 1969 gedreht wurde. Carla Egerer (die sich auch Carla Aulaulu nennt) und in Baal mitspielt, hatte in den Jahren 1969/1970 Auftritte in sechs Fassbinder-Filmen. Auch Walter Sedlmayr wirkte von 1970 bis 1975 in weiteren acht Fassbinder-Filmen mit.
Schlöndorffs Kameramann in Baal war Dietrich Lohmann, der 1968 seine ersten Spielfilme gedreht hatte. 1969 war er in den ersten vier Spielfilmen Fassbinders der verantwortliche Kameramann und wirkte danach in weiteren vier Fassbinder-Filmen mit. Die Filmmusik in Baal ist von Klaus Doldinger, der im Jahr zuvor seine erste Filmmusik für Negresco**** komponiert hatte.

## Kritiken
„Die Kenntnis der vielfältigen und teilweise höchst erfolgreichen dramatischen Experimente des Antitheater-Chefs und Filmregisseurs Fassbinder erleichtern es dem Zuschauer, geradezu an eine Duplizität des Herkommens, des sozialen Engagements und der künstlerischen Potenz von Stückeschreiber und Interpreten zu glauben. Die verblüffendste Wirkung geht bei diesem spätexpressionistischen Werk von seiner ungeahnten Aktualität aus: Schlöndorff hat es nicht als Kostümstück inszeniert, sondern geradezu unbekümmert in unsere von einem neuen Geniekult und gelockerter Auffassungen der Sexualmoral geprägte Zeit transportiert. Und siehe da: Bis hin zur Rolle des Hofnarren, die dem Dichter Baal an den Tischen der Reichen zugewiesen wird, zeigt das frühe Werk Brechts – von dem er 1954 warnend sagte, „dem Stück fehlt Weisheit“ – eine solche Ähnlichkeit mit heute herrschenden Zuständen, dass man in Baal, seinen Mädchen und seinen Kumpanen Gestalten wiederzuerkennen meint, denen man täglich begegnet.“

„Aber alle […] Fehler wiegen leicht gegenüber dem gesamten Duktus dieser Fernsehinszenierung, ihrer souveränen Fotografie, ihrer Darstellerführung; treten zurück gegenüber dem, was Schlöndorff aus einem der Figur des Baal nicht von vornherein entgegenkommenden Schauspieler wie Rainer Werner Fassbinder machte. Das Wort Schauspieler ist hier natürlich falsch und konventionell gewählt. Fassbinder sprach den Text Brechts, sang die schwarzen, für sich allein stehenden Balladen […] und war in einem Maße präsent, das keinen Gedanken an Rollenspiel aufkommen ließ.“

„‚Baal‘ von Volker Schlöndorff ist einer der seltenen Filme, die aus der Vergangenheit fast ungesehen auftauchen und sofort so wirken, als seien sie immer da gewesen. Und trotzdem nicht alt wurden. […] ‚Baal‘ ist ein Film, der im Kanon des deutschen Films ganz oben steht und jetzt endlich besichtigt werden kann.“

„Ein Meisterstück der Kinopubertät, das grell ist und geil, morbide und fleischlich. Die Prätention ist manchmal unerträglich – und natürlich saukomisch. Ein Rest von revolutionärem Überschuss, es gilt die Nachkriegsgesellschaft zu sabotieren, indem man ihre nützlichen Idioten funktionalisiert. Baal frisst sich durch, er nutzt alle aus, er demütigt und schwängert die Frauen und stößt sie in den Staub.“

„Höchst interessante Transponierung eines frühen Brechtwerkes vom ichbezogenen Künstler, den die Welt nicht annimmt. Moderne Gestaltung und ausgezeichnete Schauspieler verraten das große Können des Regisseurs.“